# Cosmorhoe expers
Cosmorhoe expers är en fjärilsart som beskrevs av Louis Beethoven Prout 1940. Cosmorhoe expers ingår i släktet Cosmorhoe och familjen mätare. Inga underarter finns listade i Catalogue of Life.